# Supercopa d'Espanya d'handbol masculina
La Supercopa d'Espanya d'handbol, també denominada Supercopa ASOBAL, fou una competició esportiva de clubs espanyols d'handbol, creada la temporada 1985-86. De caràcter anual, fou organitzada per l'ASOBAL. Hi competien els campions de la Lliga ASOBAL i de la Copa del Rei d'handbol en un únic partit en camp neutral. El trofeu consisteix en un lingot de bronze quan es guanya la competició per primera vegada, un d'argent a la segona, i un d'or a la tercera, donant pas a un nou cicle. Durant la competició, l'ASOBAL hi celebrava la gala de la presentació de la nova temporada i premiava els integrants de l'equip ideal ASOBAL i MVP de la temporada anterior. Formà part de les quatre competicions més importants de l'handbol espanyol juntament amb la Lliga ASOBAL, la Copa del Rei i la Copa ASOBAL. Fou substituïda per la Supercopa Ibèrica la temporada 2022-23.
El dominador de la competició és el FC Barcelona amb vint-i-quatre títols.

## Historial
| En negreta = Equip guanyador (1) = Nombre de títols |

| Edició                             | Temp.   | Data       | Campió                    | Resultat | Subcampió             | Seu                                        | refs   |
| ---------------------------------- | ------- | ---------- | ------------------------- | -------- | --------------------- | ------------------------------------------ | ------ |
| I                                  | 1985-86 |            | Atlético de Madrid (1)    | 27-22    | FC Barcelona          | Alacant                                    |        |
| II                                 | 1986-87 | 25-09-1986 | FC Barcelona (1)          | 19-18    | CB Tecnisan           | Pavelló de la Bosca, Borriana              | [ 3 ]  |
| III                                | 1987-88 |            | Atlético de Madrid (2)    | 22-20    | Elgoibar Bidasoa      | Pavelló Sa Blanca Dona, Eivissa            |        |
| IV                                 | 1988-89 |            | FC Barcelona (2)          | 29-21    | Elgoibar Bidasoa      | Pavelló Poliesportiu d'Alcanyís            |        |
| V                                  | 1989-90 |            | FC Barcelona (3)          | 30-22    | CD Cajamadrid         | Eibar                                      |        |
| VI                                 | 1990-91 | 09-09-1990 | FC Barcelona (4)          | 22-18    | Teka Santander        | Pabellón Príncipe Felipe, Saragossa        | [ 4 ]  |
| VII                                | 1991-92 | 04-09-1991 | FC Barcelona (5)          | 29-21    | CB Avidesa            | Pavelló d'Anoeta, Sant Sebastià            | [ 5 ]  |
| VIII                               | 1992-93 | 13-09-1992 | Teka Santander (1)        | 28-19    | CB Avidesa            | Pavelló Vicente Trueba, Torrelavega        | [ 6 ]  |
| IX                                 | 1993-94 | 12-09-1993 | FC Barcelona (6)          | 30-22    | Elgoibar Bidasoa      | Pabellón Príncipe Felipe, Saragossa        |        |
| X                                  | 1994-95 |            | Teka Santander (2)        | 29-28    | FC Barcelona          | Granada                                    |        |
| XI                                 | 1995-96 |            | Elgorriaga Bidasoa (1)    | 29-28    | Caja Cantabria        | Pavelló de La Albericia, Santander         |        |
| XII                                | 1996-97 |            | FC Barcelona (7)          | 25-15    | Elgorriaga Bidasoa    | Palència                                   |        |
| XIII                               | 1997-98 |            | FC Barcelona (8)          | 30-28    | Caja Cantabria        | Pavelló Municipal de Moguer                |        |
| no es disputà la temporada 1998-99 |         |            |                           |          |                       |                                            |        |
| XIV                                | 1999-00 |            | FC Barcelona (9)          | 27-23    | Portland San Antonio  | Pavelló d'esports, el Pilar de la Foradada |        |
| XV                                 | 2000-01 |            | FC Barcelona (10)         | 34-22    | BM Valladolid         | Pavelló Sa Blanca Dona, Eivissa            |        |
| XVI                                | 2001-02 | 16-09-2001 | Portland San Antonio (1)  | 26-24    | Ademar León           | Pavelló Ciudad de Tudela                   |        |
| XVII                               | 2002-03 | 08-09-2002 | Portland San Antonio (2)  | 33-27    | Ademar León           | Palau d'Esport de Lleó                     |        |
| XVIII                              | 2003-04 | 07-09-2003 | FC Barcelona (11)         | 26-25    | BM Ciudad Real        | Poliesportiu Ipurua, Eibar                 | [ 7 ]  |
| XIX                                | 2004-05 | 12-11-2004 | BM Ciudad Real (1)        | 32-29    | FC Barcelona          | Pavelló Barris Nord, Lleida                |        |
| XX                                 | 2005-06 | 10-11-2005 | Portland San Antonio (3)  | 29-27    | BM Valladolid         | Palau d'Esport Martín Carpena, Màlaga      |        |
| XXI                                | 2006-07 | 06-09-2006 | FC Barcelona (12)         | 36-33    | BM Valladolid         | Pavelló Municipal de Pontevedra            |        |
| XXII                               | 2007-08 | 09-09-2007 | BM Ciudad Real (2)        | 32-30    | FC Barcelona          | Pavelló Sánchez Paraíso, Salamanca         |        |
| XXIII                              | 2008-09 | 07-09-2008 | FC Barcelona (13)         | 26-25    | BM Ciudad Real        | Pavelló Universitari d'Albacete            |        |
| XXIV                               | 2009-10 | 06-09-2009 | FC Barcelona (14)         | 33-26    | BM Ciudad Real        | Guadalajara                                |        |
| XXV                                | 2010-11 | 05-09-2010 | BM Ciudad Real (3)        | 29-28    | FC Barcelona          | Palau Vista Alegre, Còrdova                |        |
| XXVI                               | 2011-12 | 05-09-2011 | BM Atlético de Madrid (1) | 33-26    | FC Barcelona          | Palacio de Vistalegre, Madrid              |        |
| XXVII                              | 2012-13 | 08-09-2012 | FC Barcelona (15)         | 34-31    | BM Atlético de Madrid | Palacio de Vistalegre, Madrid              | [ 8 ]  |
| XXVIII                             | 2013-14 | 06-09-2013 | FC Barcelona (16)         | 40-31    | Naturhouse La Rioja   | Pavelló Pisuerga, Valladolid               |        |
| XXIX                               | 2014-15 | 31-08-2014 | FC Barcelona (17)         | 32-28    | Fraikin BM Granollers | Tarraco Arena Plaça, Tarragona             |        |
| XXX                                | 2015-16 | 02-09-2015 | FC Barcelona (18)         | 26-23    | Fraikin BM Granollers | Pavelló Príncipe Felipe, Saragossa         |        |
| XXXI                               | 2016-17 | 02-09-2016 | FC Barcelona (19)         | 38-30    | Helvetia Anaitasuna   | Pavelló Anaitasuna, Pamplona               |        |
| XXXII                              | 2017-18 | 03-09-2017 | FC Barcelona (20)         | 31-25    | BM Logroño La Rioja   | Quijote Arena, Ciudad Real                 |        |
| XXXIII                             | 2018-19 | 02-09-2018 | FC Barcelona (21)         | 35-27    | BM Logroño La Rioja   | Palau d'Esports, Logronyo                  |        |
| XXXIV                              | 2019-20 | 04-09-2019 | FC Barcelona (22)         | 33-22    | Liberbank Cuenca      | Pavellón Poliesportiu El Sargal, Conca     | [ 9 ]  |
| XXXV                               | 2020-21 | 29-08-2020 | FC Barcelona (23)         | 38-18    | BM Benidorm           | Palau d'Esports L'Illa, Benidorm           | [ 10 ] |
| XXXVI                              | 2021-22 | 04-09-2021 | FC Barcelona (24)         | 30-27    | Ademar León           | Pavelló Vicente Trueba, Torrelavega        | [ 11 ] |

## Palmarès
| Equip                             | Campió | Subcampió | Finals | Anys campió | Anys subcampió                     |
| --------------------------------- | ------ | --------- | ------ | --- | ---------------------------------- |
| Futbol Club Barcelona             | 24     | 6         | 30     | 1986, 1988, 1989, 1990, 1991, 1993, 1996, 1997, 1999, 2000, 2003, 2006, 2008, 2009, 2012, 2013, 2014, 2015, 2016, 2017, 2018, 2019, 2020, 2021 | 1985, 1994, 2004, 2007, 2010, 2011 |
| Balonmano Ciudad Real             | 3      | 3         | 6      | 2004, 2007, 2010 | 2003, 2008, 2009                   |
| Portland San Antonio              | 3      | 1         | 4      | 2001, 2002, 2005 | 1999                               |
| Club Balonmano Cantabria          | 2      | 3         | 5      | 1992, 1994 | 1990, 1995, 1997                   |
| Club Atlético de Madrid           | 2      | 0         | 2      | 1985, 1987 | —                                  |
| Club Deportivo Bidasoa            | 1      | 4         | 5      | 1995 | 1987, 1988, 1993, 1996             |
| Club Balonmano Atlético de Madrid | 1      | 1         | 2      | 2011 | 2012                               |
| Club Balonmano Valladolid         | 0      | 3         | 3      | — | 2000, 2005, 2006                   |
| CB Ciudad de Logroño              | 0      | 3         | 3      | — | 2013, 2017, 2018                   |
| Club Balonmano Ademar León        | 0      | 3         | 3      | — | 2001, 2002, 2021                   |
| Balonmano Avidesa Alzira          | 0      | 2         | 2      | — | 1991, 1992                         |
| Club Balonmano Granollers         | 0      | 2         | 2      | — | 2014, 2015                         |
| Club Balonmano Calpisa            | 0      | 1         | 1      | — | 1986                               |
| Club Deportivo Cajamadrid         | 0      | 1         | 1      | — | 1989                               |
| SCDR Anaitasuna                   | 0      | 1         | 1      | — | 2016                               |
| BM Ciudad Encantada               | 0      | 1         | 1      | — | 2019                               |
| Club Balonmano Benidorm           | 0      | 1         | 1      | — | 2020                               |